# André Ahrlé

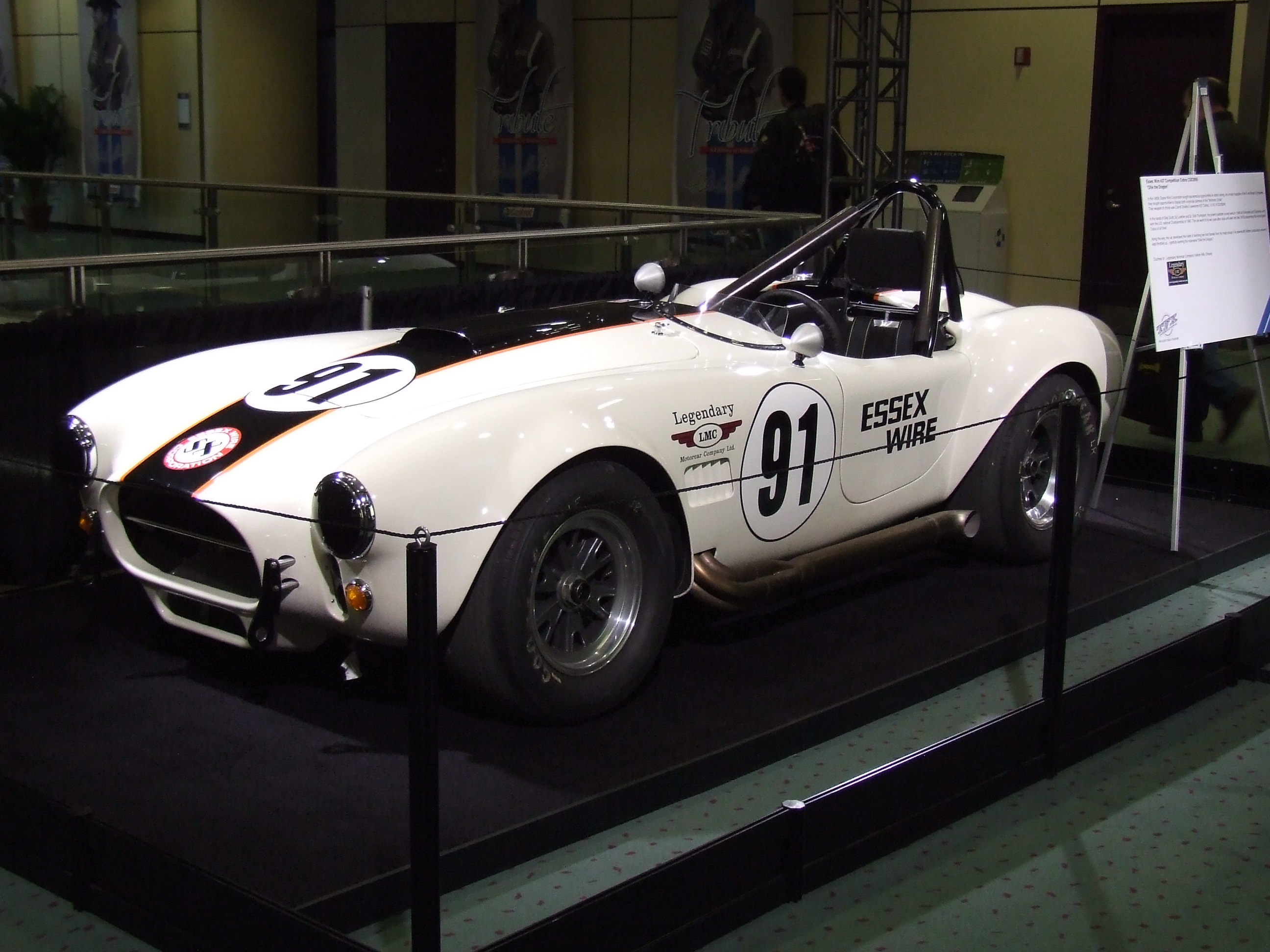
Der sich im Besitz von André Ahrlé befindliche Shelby Cobra 427

André Ahrlé (* 27. Juni 1961 in Bonn) ist ein deutscher Unternehmer und ehemaliger Autorennfahrer.

## Karriere als Rennfahrer
André Ahrlé war zwischen 1993 und 2002 im GT- und Sportwagensport aktiv. Seine Karriere begann 1993 im Porsche Carrera Cup Deutschland. Die Saison beendete er als 13. der Gesamtwertung. 1995 wurde er Gesamtneunter im Porsche Supercup und gab 1996 sein Debüt beim 24-Stunden-Rennen von Le Mans. Für die französische Rennmannschaft Larbre Compétition fuhr er einen Porsche 911 GT2. Seine Teamkollegen waren Patrick Bourdais und Patrice Goueslard. Das Trio beendete das Rennen an der 20. Stelle der Gesamtwertung. Diese Platzierung bedeutete den sechsten Endrang in der GT2-Klasse, die von Guy Martinolle, Ralf Kelleners und Bruno Eichmann (ebenfalls auf Porsche 911 GT2) gewonnen wurde. Bis zum Karriereende war Ahrlé viermal beim 24-Stunden-Rennen in Westfrankreich am Start. Seine beste Platzierung im Schlussklassement erreichte er 1997, als er gemeinsam mit Bruno Eichmann und Andy Pilgrim Gesamtzehnter wurde. Das war der zweite Rang in der GT2-Klasse. 
Sein größter internationaler Erfolg war der Sieg in der GT2-Klasse beim 24-Stunden-Rennen von Daytona 1997, wieder auf einem Porsche 911 GT2, diesmal von Roock Racing gemeldet. Ahrlé war Teil einer Vierermannschaft, der auch Claudia Hürtgen, Patrice Goueslard und Ralf Kelleners angehörten. In der Gesamtwertung erreichte das Quartett den vierten Rang. Auch beim 12-Stunden-Rennen von Sebring war Ahrlé zweimal am Start.
Zu Beginn der 2000er-Jahre fuhr er noch einige Rennen in der FIA-GT-Meisterschaft und der American Le Mans Series und trat nach Ablauf der Saison 2002 vom professionellen Rennsport zurück.

## Historischer Motorsport
Im Besitz von André Ahrlé befindet sich ein Shelby Cobra 427, Baujahr 1965, der in den 1960er-Jahren von der Essex Wire Corporation bei internationalen Sportwagenrennen eingesetzt wurde. Mit dem Fahrzeug geht er bei historischen Motorsportveranstaltung an den Start.

## Unternehmer
Andre Ahrlé war Mitgründer der in Bonn ansässigen Special Security Services GmbH, einem Unternehmen das Sicherheitsdienste bei Konzert- und Sportveranstaltungen anbot. 1999 verkauften seine Partner und er dieses an die Deutsche Entertainment AG. Ahrlé blieb Minderheitsgesellschafter und war viele Jahre bei der AG als Geschäftsführer tätig.

## Statistik

### Le-Mans-Ergebnisse
| Jahr | Team               | Fahrzeug        | Teamkollege      | Teamkollege       | Platzierung | Ausfallgrund |
| ---- | ------------------ | --------------- | ---------------- | ----------------- | ----------- | ------------ |
| 1996 | Larbre Compétition | Porsche 911 GT2 | Patrick Bourdais | Patrice Goueslard | Rang 20     |              |
| 1997 | Roock Racing       | Porsche 911 GT2 | Andy Pilgrim     | Bruno Eichmann    | Rang 10     |              |
| 1998 | Roock Racing       | Porsche 911 GT2 | Robert Schirle   | David Warnock     | Rang 22     |              |
| 1999 | Roock Racing       | Porsche 911 GT2 | Claudia Hürtgen  | Vincent Vosse     | Rang 20     |              |

### Sebring-Ergebnisse
| Jahr | Team              | Fahrzeug            | Teamkollege   | Teamkollege        | Teamkollege | Teamkollege | Platzierung | Ausfallgrund  |
| ---- | ----------------- | ------------------- | ------------- | ------------------ | ----------- | ----------- | ----------- | ------------- |
| 1996 | Konrad Motorsport | Porsche 911 GT2 Evo | A. Hermann    | Charles Mendez     | F. Konrad   | K. Dolejší  | Ausfall     | Antriebswelle |
| 1997 | 917 Racing Team   | Porsche 911 GT3 RS  | Hervé Clément | Bernard Simmenauer |             |             | Rang 20     |               |